# Sthenias cylindricus
Sthenias cylindricus är en skalbaggsart som beskrevs av J. Linsley Gressitt 1939. Sthenias cylindricus ingår i släktet Sthenias och familjen långhorningar.
Artens utbredningsområde är Taiwan. Inga underarter finns listade i Catalogue of Life.